# Škale
Škale (Duits: Skalis) is een plaats in Slovenië en maakt deel uit van de gemeente Velenje in de NUTS-3-regio Savinjska. De plaats telde 923 inwoners op 1 januari 2020.